# محمد حمادي (لاعب بارالمبي)
محمد حمادي (من مواليد 13 يوليو 1985) من الإمارات العربية المتحدة، لاعب  رياضي بارالمبي من ذوي الإحتياجات الخاصة متسابق كرسي متحرك ضمن بارالمبية، شارك في مسابقات المسافات القصيرة والمتوسطة من الفئة T34.

## حياة مهنية
ضمن مسيرتهُ فاز محمد حمادي بميداليتين في سباق 100 متر و200 متر ضمن دورة الألعاب البارالمبية لعام  2012. ايضاً حصل على مركز الرابع في سباق 100 متر ضمن دورة الألعاب البارالمبية الصيفية 2016، لكنه فاز بسباق 800 متر. وفي دورة الألعاب البارالمبية الصيفية 2020 فاز بالميدالية الفضية في سباق 800 متر T34 والميدالية البرونزية في سباق 100 متر T34 .